# Rajecfürdő
Rajecfürdő (szlovákul Rajecké Teplice) üdülőtelepülés Szlovákiában, a Zsolnai kerület Zsolnai járásában. Palosnya tartozik hozzá.

## Fekvése
Zsolnától 12 km-re délnyugatra sziklákkal övezett festői völgykatlanban fekszik. Üdülőváros és gyógyfürdő 38 °C-os melegforrásokkal. Már a kora középkorban ismert volt. Kádfürdője és strandfürdője van.

## Nevének eredete
Nevének előtagja Rajec közelségére (szlovák rajec = „kis édenkert”), utótagja pedig a településrész jellegére, fürdőjére utal.

## Története
1376-ban Nagy Lajos király oklevelében „Tapolcha” néven említik először. Ebben az időben az egész Rajec-völgy a lietavai váruradalomhoz tartozott. 1496-ban a Szapolyaiak birtokaként „possessio Toplycza” néven szerepel. Néhány jobbágycsalád lakta, akik földműveléssel, állattartással és favágással foglalkoztak. Később malmot és fűrésztelepet is említenek itt. Birtokosai a Szapolyaiak után Kosztka Miklós, majd 1558-tól Thurzó Ferenc lettek. Utána 1585-ben fia, György örökölte a birtokot. A Thurzók jól ismerték a Rajec-völgy gyógyforrásait és ők voltak azok, akik a fürdő kiépítésébe belekezdtek. 1610-ben megépült az első kőépület 7 vendégszobával. A nádor, aki maga is krónikus isiászban szenvedett gyakran látogatta a fürdőt. Halála után örökségét felosztották, és a fürdő is rossz állapotba került.
A fürdőélet csak a 18. század végén pezsdült fel újra, amikor új fürdőépület és medencék épültek. 1793-ban megtörtént a gyógyvíz első elemzése is. 1784-ben 4 házában 5 családban 27 lakos élt.
A 18. század végén Vályi András így ír róla: „RAJCZIHÉVÍZ. Rajeczke-Teplicze. Meleg Fördő Trentsén Vármegyében, fekszik Rajeczhez egygy órányira, fördője háromféle, vize tiszta, de sós ízű, és számos emberek által megelégedéssel látogattatik külömbféle betegségekben; papirosmalom is van közel hozzá.”
1828-ban 8 háza és 89 lakosa volt. A fürdő megújítása és további kiépítése a 19. században is folytatódott. 1858-ban már 80 állandó vendég szállhatott meg. Tovább folytatódott az épületek és parkok építése. A fejlődés 1889-ben különösen nagy lendületet kapott, amikor Károly Lajos főherceg és felesége ide látogatott. 1899-ben megépült a Zsolna és Rajec közötti vasútvonal, ami megkönnyítette megközelítését. A trianoni békediktatumig Trencsén vármegye Zsolnai járásához tartozott.
A második világháború alatt súlyos harcok folytak területén. A háború után termálvizes úszómedence épült, és a tavat alakították ki gyógyászati célokra. A környező parkosított területeket is megnyitották a nyilvánosság előtt. A fürdőtelep 1951-ben lett önálló község, addig Kunfalvához tartozott. 1959-ben hivatalosan is fürdőhellyé nyilvánították, az 1960-as árvízben súlyos károkat szenvedett. 1980-ban csatolták hozzá Palosnyát. 1989-ben kapott városi rangot.

## Népessége
| Év:            | 1994. | 2004.   | 2014.   | 2024.   |
| -------------- | ----- | ------- | ------- | ------- |
| Emberek száma: | 2597  | 2728    | 2948    | 2833    |
| Eltérés:       |       | +5,04 % | +8,06 % | -3,90 % |

| Év:            | 2023. | 2024.   |
| -------------- | ----- | ------- |
| Emberek száma: | 2847  | 2833    |
| Eltérés:       |       | -0,49 % |

2011-ben 2833 lakosából 2730 szlovák volt.

## Ismert személyek
- Palosnyán született 1912-ben Jozef Gabčík szlovák katona, Reinhard Heydrich egyik merénylője.

## Nevezetességei
- Gyógyforrásai évszázadok óta ismertek. 1500 m mélységből öt 38 fokos gyógyforrás tör fel, amelyet idegrendszeri és mozgásszervi panaszok enyhítésére alkalmaznak. Mai fürdőépületét 1932-ben emelték.
- A Nagyboldogasszony tiszteletére szentelt római katolikus temploma 1909-ben épült neogótikus stílusban, Batthyány Vilmos nyitrai püspök szentelte fel augusztus 15-én.
- Laura termálfürdő